# 2551 Decabrina
2551 Decabrina è un asteroide della fascia principale. Scoperto nel 1976, presenta un'orbita caratterizzata da un semiasse maggiore pari a 3,1524052 UA e da un'eccentricità di 0,1776992, inclinata di 0,63446° rispetto all'eclittica.